# Можайск
Можайск (на руски: Можайск) е град в Русия, административен център на Можайски район, Московска област. Населението му през 2010 година е 30 151 души.

## География
Градът е разположен на горното течение на река Москва, на 110 километра западно от столицата Москва.

## История
Можайск е известен от 1231 г. като селище в Смоленското велико княжество. През 1303 г. влиза в състава на Московското княжество. Бил е укрепен пункт на запад от Москва.
В периода 1389 – 1493 г. е център на отделно княжество. От XVI век е значителен търговски център. През 1520-те години е построен Можайският каменен кремъл от войводата Дмитрий Михайлович Пожарски.

## Икономика
В града е силно развита хранителната и месопреработвателна промишленост, има също така полиграфически комбинат. Близо до Можайск е разположен медико-инструментален завод.

## Известни личности
Родени в Можайск
- Борис Пилняк (1894 – 1938), писател